# Eli Dershwitz
Eli Dershwitz, né le 23 septembre 1995 à Sherborn, est un escrimeur américain. Il est champion du monde de sabre en 2023.

## Carrière
Né et élevé dans le comté de Middlesex (Massachusetts), Dershwitz est juif.
Il remporte ses premiers titres sur le circuit senior avant même d'être sacré champion du monde junior : il est triple champion panaméricain entre 2013 et 2015 (une fois par équipes puis deux fois consécutivement en individuel), puis remporte en 2015 deux médailles d'or, individuel et par équipes, aux Jeux panaméricains de 2015 à Toronto. Entretemps, il remporte pour la première fois le championnat du monde junior en 2015, après un échec en finale.
Il confirme chez les seniors en remportant le Grand Prix de Séoul, rassemblant les meilleurs escrimeurs mondiaux, en mars 2016. Combiné avec son titre panaméricain, cette victoire lui assure une place dans le top 14 du classement mondial, qualificative pour les Jeux de Rio.

## Palmarès
- Championnats du monde
  -  Médaille d'or en individuel aux championnats du monde 2023 à Milan
  -  Médaille d'argent en individuel aux championnats du monde 2018 à Wuxi
  -  Médaille de bronze par équipes aux championnats du monde 2023 à Milan

- Championnats panaméricains
  -  Médaille d'or par équipes aux championnats panaméricains 2013 à Carthagène des Indes
  -  Médaille d'or en individuel aux championnats panaméricains 2014 à San José
  -  Médaille d'or en individuel aux championnats panaméricains 2015 à Santiago du Chili
  -  Médaille d'or par équipes aux championnats panaméricains 2016 à Panama City
  -  Médaille d'or par équipes aux championnats panaméricains 2017 à Montréal
  -  Médaille d'or en individuel aux championnats panaméricains 2018 à La Havane
  -  Médaille d'or par équipes aux championnats panaméricains 2018 à La Havane
  -  Médaille d'or en individuel aux championnats panaméricains 2019 à Toronto
  -  Médaille d'or par équipes aux championnats panaméricains 2019 à Toronto
  -  Médaille d'or par équipes aux championnats panaméricains 2022 à Asuncion
  -  Médaille d'or par équipes aux championnats panaméricains 2023 à Lima
  -  Médaille d'or en individuel aux championnats panaméricains 2024 à Lima
  -  Médaille d'or par équipes aux championnats panaméricains 2024 à Lima
  -  Médaille d'argent en individuel aux championnats panaméricains 2017 à Montréal
  -  Médaille d'argent en individuel aux championnats panaméricains 2022 à Asuncion
  -  Médaille de bronze en individuel aux championnats panaméricains 2016 à Panama City

## Classement en fin de saison
| Année | 2012 | 2013 | 2014 | 2015 | 2016 | 2017 | 2018 | 2019 | 2020 | 2021 | 2022 | 2023 |
| ----- | ---- | ---- | ---- | ---- | ---- | ---- | ---- | ---- | ---- | ---- | ---- | ---- |
| Rang  | 167  | 59   | 22   | 17   | 10   | 12   | 1    | 2    | 3    | 3    | 14   | 2    |